# Тудор, Кристиан
Кристиан Дорин Тудор (рум. Cristian Dorin Tudor; 23 августа 1982, Бистрица — 23 декабря 2012, там же) — румынский футболист, нападающий. На постсоветском пространстве играл за молдавский «Шериф», «Москву» и владикавказскую «Аланию», которую покинул из-за давнего конфликта с главным тренером Валерием Петраковым. В «Аланию» впервые был отдан в аренду ещё в 2003 году вместе с одноклубником Сергеем Даду. За это время хорошо освоил русский язык.
По словам президента ФК «Москва» Юрия Белоуса, Тудор зарабатывал до 25 тысяч долларов в месяц. В то же время тренер клуба Валерий Петраков утверждал, что румын нередко злоупотреблял алкоголем и пропускал тренировки. Из-за пьянства Петраков даже пытался поставить ему другую нагрузку на тренировках, чему Тудор крайне противился. Позже, когда Тудор оказался в «Алании», он пытался перейти в «Томь» к Петракову, но тот отказался наотрез.
В 2009 году Даду сообщил, что Тудор находится на лечении в Румынии, но по-прежнему принадлежит «Алании».
Тудор умер 23 декабря 2012 года в больнице в Бистрице от цирроза печени.

## Достижения
- Обладатель Кубка Содружества 2003
- Лучший бомбардир Кубка Содружества 2003[10]
- Чемпион Молдавии — 2001/02
- Обладатель Кубка Молдавии — 2001/02